# Чемпионат России по лёгкой атлетике в помещении 2008
Чемпионат России по лёгкой атлетике в помещении 2008 года прошёл 8—10 февраля в Москве в манеже ЛФК «ЦСКА». Соревнования являлись отборочными в сборную России на чемпионат мира в помещении, прошедший 7—9 марта в испанской Валенсии. На протяжении 3 дней было разыграно 30 комплектов медалей.
Зимой 2008 года также были проведены чемпионаты России в отдельных дисциплинах лёгкой атлетики.
- 25—26 января — чемпионат России по бегу на 100 км в помещении (Москва)
- 2—3 февраля — чемпионат России по многоборьям в помещении (Санкт-Петербург)

## Соревнования
Высокие результаты показали стайеры-мужчины в беге на 5000 метров. Сразу 7 человек «выбежали» из 14 минут, ставший пятым Степан Киселёв установил новый рекорд России среди молодёжи (до 23 лет) — 13.50,50, а победил с лучшим результатом сезона в Европе один из лидеров сборной России Сергей Иванов — 13.46,63.
Высокие скорости были характерны для большинства забегов чемпионата. В борьбе Дмитрия Богданова и Юрия Колдина на дистанции 800 метров родились одни из лучших результатов мирового сезона — 1.46,24 и 1.46,36 (2-й и 3-й соответственно).
В заключительный день чемпионата Дмитрий Богданов записал в свой актив ещё одно знаменательное достижение. Вместе с партнёрами по сборной Московской области, Романом Трубецким, Дмитрием Букреевым и олимпийским чемпионом Юрием Борзаковским, он установил новый рекорд Европы в эстафете 4×800 метров — 7.15,77. Предыдущее достижение (7.17,8) было показано в далёком 1971 году сборной СССР на чемпионате Европы в помещении.
Жесточайшая конкуренция на дистанции 400 метров у женщин привела к тому, что в решающий забег не отобрались многие именитые легкоатлетки. Так, Олесе Форшевой для выхода в финал не хватило результата 51,99 и ей пришлось довольствоваться участием в утешительном забеге. Первые четыре участницы по итогам предварительных забегов заняли первые четыре места в мировом рейтинге сезона. Улучшить своё время в финале, причём существенно, удалось лишь Олесе Зыкиной, ставшей чемпионкой страны с гроссмейстерским временем 51,09.
На рекордных рубежах шла борьба в секторе для прыжка в высоту. У мужчин сразу 6 финалистов преодолели планку на отметке 2,30 м и выше, тройка призёров прыгнула выше 2,35 м. В борьбе за чемпионство Ярослав Рыбаков и Андрей Терёшин штурмовали 2,40 м — новый рекорд России, но безуспешно. С новым личным рекордом и лучшим результатом сезона в мире 2,38 м победителем стал Рыбаков, до взятия данной высоты проигрывавший Терёшину по попыткам. Андрей Сильнов стал только третьим с прыжком на 2,36 м и не отобрался на чемпионат мира (от команды можно заявить не более 2 человек на вид). В этом же секторе, но у женщин, борьба была менее упорной. Елена Слесаренко все высоты до 2,01 м включительно брала с первой попытки, чем не оставила своим соперницам шансов на чемпионство. В ранге победительницы она также пыталась установить рекорд России, но все её три прыжка на 2,05 м закончились неудачно
Новый мировой рекорд в женской эстафете 4×800 метров установила сборная Свердловской области, в составе которой выступали Евгения Зинурова, Ольга Котлярова, Мария Савинова и Наталья Игнатова. Девушки преодолели дистанцию за 8.14,53 и на 4 секунды превзошли предыдущее достижение. Данный рекорд не был ратифицирован ИААФ, причиной чему послужило отсутствие допинг-контроля.
На чемпионате был зафиксирован ещё один мировой рекорд, в женском беге на 1500 метров, где свой же результат улучшила Елена Соболева, доведя его до 3.58,05. Однако через полгода стало известно о антидопинговых нарушениях со стороны спортсменки, допущенных ещё в 2007 году, по результатам расследования которых все её результаты с апреля 2007 года были аннулированы, в том числе многочисленные рекорды и победы. Однако высокий темп, заданный Соболевой в победных забегах, позволил ряду бегуний показать лучшие результаты в своей карьере. Екатерина Мартынова на 1500 метрах установила новое высшее европейское достижение среди молодёжи (до 23 лет) — 4.03,68, а Мария Шапаева в этой же возрастной категории побила всероссийский рекорд на дистанции 800 метров — 1.59,71.

## Медалисты

### Мужчины
| Дисциплина       | Золото                                                                                        | Золото      | Серебро                                                                                     | Серебро     | Бронза                                                                                           | Бронза      |
| ---------------- | --------------------------------------------------------------------------------------------- | ----------- | ------------------------------------------------------------------------------------------- | ----------- | ------------------------------------------------------------------------------------------------ | ----------- |
| 60 м             | Андрей Епишин Москва Московская область                                                       | 6,64        | Игорь Гостев Москва Пензенская область                                                      | 6,70        | Александр Волков Краснодарский край                                                              | 6,71        |
| 200 м            | Роман Смирнов Москва                                                                          | 21,06       | Дмитрий Буряк Иркутская область                                                             | 21,22       | Константин Петряшов Вологодская область                                                          | 21,60       |
| 400 м            | Максим Дылдин Пермский край                                                                   | 46,36       | Денис Алексеев Санкт-Петербург                                                              | 46,67       | Владислав Фролов Свердловская область Тамбовская область                                         | 46,69       |
| 800 м            | Дмитрий Богданов Московская область Санкт-Петербург                                           | 1.46,24     | Юрий Колдин Москва Рязанская область                                                        | 1.46,36     | Вячеслав Соколов Москва Челябинская область                                                      | 1.48,91     |
| 1500 м           | Юрий Колдин Москва Рязанская область                                                          | 3.41,96     | Сергей Иванов Свердловская область Чувашия                                                  | 3.42,74     | Александр Кривчонков Брянская область                                                            | 3.43,56     |
| 3000 м           | Алексей Реунков Москва Челябинская область                                                    | 7.59,12     | Станислав Анищенко Московская область                                                       | 7.59,44     | Павел Шаповалов Хабаровский край                                                                 | 8.00,14     |
| 5000 м           | Сергей Иванов Свердловская область Чувашия                                                    | 13.46,63    | Александр Секлетов Волгоградская область                                                    | 13.47,24    | Сергей Емельянов Чувашия                                                                         | 13.47,54    |
| 60 м с барьерами | Евгений Борисов Московская область                                                            | 7,59        | Игорь Перемота Челябинская область                                                          | 7,61        | Сергей Манаков Татарстан                                                                         | 7,84        |
| Прыжок в высоту  | Ярослав Рыбаков Москва Ярославская область                                                    | 2,38 м      | Андрей Терёшин Москва Ивановская область                                                    | 2,36 м      | Андрей Сильнов Московская область Ростовская область                                             | 2,36 м      |
| Прыжок с шестом  | Евгений Лукьяненко Краснодарский край                                                         | 5,75 м      | Павел Герасимов Москва                                                                      | 5,65 м      | Дмитрий Стародубцев Челябинская область                                                          | 5,65 м      |
| Прыжок в длину   | Виталий Шкурлатов Пензенская область Волгоградская область                                    | 7,83 м      | Игорь Спасовходский Москва                                                                  | 7,79 м      | Дмитрий Плотников Краснодарский край                                                             | 7,75 м      |
| Тройной прыжок   | Данил Буркеня Москва                                                                          | 16,93 м     | Евгений Плотнир Москва                                                                      | 16,80 м     | Александр Петренко Москва Калининградская область                                                | 16,64 м     |
| Толкание ядра    | Павел Софьин Московская область Москва                                                        | 20,11 м     | Иван Юшков Новосибирская область Иркутская область                                          | 19,81 м     | Сослан Цирихов Московская область Северная Осетия                                                | 19,32 м     |
| Эстафета 4×200 м | Иркутская область [a] · Владимир Краснов · Евгений Хмелёв · Михаил Идрисов · Дмитрий Буряк    | 1.25,00 [a] | Москва [a] · Алексей Бакшеев · Рамис Абдулкадеров · Иван Кожухарь · Роман Смирнов           | 1.25,32 [a] | Тамбовская область [a] · Павел Старостин · Дмитрий Бенгардт · Николай Слетков · Владислав Фролов | 1.26,45 [a] |
| Эстафета 4×800 м | Московская область · Роман Трубецкой · Дмитрий Букреев · Дмитрий Богданов · Юрий Борзаковский | 7.15,77     | Свердловская область · Александр Вольгин · Роман Ковешников · Сергей Тишкин · Сергей Сунцов | 7.23,83     | Челябинская область · Алексей Рыжов · Борис Афанасьев · Владимир Обносов · Артём Мухин           | 7.24,97     |

a  23 апреля 2008 года ИААФ в своём ежемесячном информационном письме сообщила о дисквалификации 8 российских легкоатлетов. Среди них оказался и участник Олимпийских игр, призёр чемпионатов России Андрей Рудницкий, выступающий в беге на 400 метров. В допинг-пробе, взятой у него 10 февраля на чемпионате России в помещении — 2008, были обнаружены следы употребления запрещённых препаратов. Решением Антидопинговой комиссии ВФЛА за данное нарушение спортсмен был дисквалифицирован на 2 года, а его результаты на чемпионате России в помещении — 2008 в соответствии с правилами были аннулированы, в том числе 1-е место сборной Свердловской области (Иван Теплых, Андрей Рудницкий, Александр Усов, Иван Бузолин) в эстафете 4×200 метров с результатом 1.24,87.

### Женщины
| Дисциплина       | Золото                                                                                        | Золото      | Серебро                                                                           | Серебро     | Бронза                                                                                          | Бронза      |
| ---------------- | --------------------------------------------------------------------------------------------- | ----------- | --------------------------------------------------------------------------------- | ----------- | ----------------------------------------------------------------------------------------------- | ----------- |
| 60 м             | Евгения Полякова Москва                                                                       | 7,09        | Светлана Набокина Пензенская область Тульская область                             | 7,18        | Анна Гефлих Волгоградская область Удмуртия                                                      | 7,27        |
| 200 м            | Анастасия Капачинская Москва                                                                  | 23,03       | Анна Гефлих Волгоградская область Удмуртия                                        | 23,16       | Людмила Зуенко Санкт-Петербург                                                                  | 23,50       |
| 400 м            | Олеся Зыкина Тульская область Калужская область                                               | 51,09       | Наталья Назарова Москва                                                           | 51,57       | Юлия Гущина Московская область Ростовская область                                               | 51,73       |
| 800 м            | Наталья Игнатова [b] Свердловская область                                                     | 1.58,84 [b] | Мария Савинова [b] Свердловская область Челябинская область                       | 1.59,46 [b] | Мария Шапаева [b] Мордовия Нижегородская область                                                | 1.59,71 [b] |
| 1500 м           | Екатерина Мартынова [b] Москва Брянская область                                               | 4.03,68 [b] | Олеся Чумакова [b] Москва Московская область                                      | 4.07,41 [b] | Олеся Тюрина [b] Санкт-Петербург                                                                | 4.12,34 [b] |
| 3000 м           | Елена Сидорченкова Московская область                                                         | 8.44,61     | Ольга Комягина Санкт-Петербург                                                    | 8.48,71     | Мария Коновалова Москва Иркутская область                                                       | 8.49,52     |
| 5000 м           | Елена Задорожная Иркутская область Свердловская область                                       | 15.32,82    | Галина Егорова Самарская область                                                  | 15.39,15    | Наталья Медведева Свердловская область                                                          | 15.42,22    |
| 60 м с барьерами | Александра Антонова Москва                                                                    | 7,98        | Юлия Кондакова Санкт-Петербург                                                    | 8,00        | Ольга Корсунова Тульская область Калужская область                                              | 8,01        |
| Прыжок в высоту  | Елена Слесаренко Московская область Волгоградская область                                     | 2,01 м      | Екатерина Савченко Омская область                                                 | 1,99 м      | Татьяна Кивимяги Москва Брянская область                                                        | 1,94 м      |
| Прыжок с шестом  | Светлана Феофанова Москва                                                                     | 4,60 м      | Анастасия Шведова Санкт-Петербург                                                 | 4,60 м      | Юлия Голубчикова Москва                                                                         | 4,60 м      |
| Прыжок в длину   | Ирина Симагина Москва Рязанская область                                                       | 6,81 м      | Ольга Кучеренко Пензенская область Волгоградская область                          | 6,70 м      | Наталья Лебусова Санкт-Петербург Ярославская область                                            | 6,54 м      |
| Тройной прыжок   | Анна Пятых Москва                                                                             | 14,51 м     | Олеся Буфалова Краснодарский край Адыгея                                          | 14,43 м     | Оксана Удмуртова Волгоградская область Удмуртия                                                 | 14,43 м     |
| Толкание ядра    | Анна Омарова Московская область Ставропольский край                                           | 19,09 м     | Анна Авдеева Мордовия Самарская область                                           | 18,88 м     | Ирина Худорошкина Московская область                                                            | 18,18 м     |
| Эстафета 4×200 м | Санкт-Петербург · Людмила Зуенко · Александра Сорокина · Елизавета Савлинис · Марина Кислова  | 1.35,48     | Москва · Юлия Чермошанская · Оксана Сухачёва · Ольга Халандырёва · Татьяна Левина | 1.35,77     | Челябинская область · Надежда Белоусова · Мария Меньшикова · Евгения Корсакова · Елена Миронова | 1.35,97     |
| Эстафета 4×800 м | Свердловская область · Евгения Зинурова · Ольга Котлярова · Мария Савинова · Наталья Игнатова | 8.14,53     | Москва · Анна Лучкина · Екатерина Костецкая · Елена Кофанова · Татьяна Андрианова | 8.22,65     | Московская область · Наталья Пантелеева · Ольга Адамович · Анастасия Фесенко · Татьяна Попова   | 8.29,14     |

b  31 июля 2008 года ИААФ отстранила от участия в соревнованиях семь ведущих российских легкоатлеток: Елену Соболеву, Дарью Пищальникову, Гульфию Ханафееву, Юлию Фоменко, Светлану Черкасову, Татьяну Томашову и Ольгу Егорову. Причиной стал выявленный факт подмены спортсменками своих допинг-проб, вывод о чём был сделан на основании несовпадения ДНК при их сравнительном анализе. В результате проведённого разбирательства Президиум Всероссийской федерации лёгкой атлетики 20 октября 2008 года принял решение дисквалифицировать всех спортсменок на 2 года с аннулированием всех их результатов с момента забора первой допинг-пробы (апрель—май 2007 года). Позднее, после апелляции ИААФ, Спортивный арбитражный суд в Лозанне увеличил срок дисквалификации до 2 лет и 9 месяцев и отодвинул срок начала её отсчёта на сентябрь 2008 года. Даты начала аннулирования результатов оставлены в силе. Таким образом, следующие спортсменки были лишены своих результатов на чемпионате России в помещении — 2008:

800 м: Елена Соболева (1-е место с рекордом России 1.56,49).

1500 м: Елена Соболева (1-е место с мировым рекордом 3.58,05) и Юлия Фоменко-Чиженко (2-е место, 4.00,21).

## Чемпионат России по бегу на 100 км
Чемпионат России по бегу на 100 километров в помещении прошёл 25—26 января в Москве в легкоатлетическом манеже спорткомплекса «Крылатское». Соревнования прошли в рамках VIII сверхмарафона «Ночь Москвы» — Кубка Пассаторе по 6-часовому бегу. В соответствии с регламентом дистанцию 100 км могли закончить только те участники, кто после 6 часов бега преодолел более 70 км. В итоге до финиша добрались 5 мужчин и 4 женщины.

### Мужчины
| Дисциплина | Золото                               | Золото  | Серебро               | Серебро | Бронза                    | Бронза  |
| ---------- | ------------------------------------ | ------- | --------------------- | ------- | ------------------------- | ------- |
| 100 км     | Алексей Измайлов Ярославская область | 6:59.45 | Олег Баженов Удмуртия | 7:27.28 | Владимир Бурзак Татарстан | 7:48.00 |

### Женщины
| Дисциплина | Золото                            | Золото  | Серебро               | Серебро | Бронза                          | Бронза  |
| ---------- | --------------------------------- | ------- | --------------------- | ------- | ------------------------------- | ------- |
| 100 км     | Лариса Клеймёнова Курская область | 9:01.06 | Галина Ерёмина Москва | 9:14.09 | Ирина Коваль Московская область | 9:23.48 |

## Чемпионат России по многоборьям
Чемпионы страны в мужском семиборье и женском пятиборье определились 2—3 февраля 2008 года в Санкт-Петербурге на Зимнем стадионе. На счету обоих чемпионов — лучшие результаты сезона в мире и личные рекорды: Александр Погорелов — 6136 очков, Анна Богданова — 4762 очка. Впервые в истории чемпионатов страны все три призёра среди мужчин набрали больше 6100 очков.

### Мужчины
| Дисциплина | Золото                                               | Золото     | Серебро                             | Серебро    | Бронза                               | Бронза     |
| ---------- | ---------------------------------------------------- | ---------- | ----------------------------------- | ---------- | ------------------------------------ | ---------- |
| Семиборье  | Александр Погорелов Брянская область Курская область | 6136 очков | Михаил Логвиненко Иркутская область | 6129 очков | Алексей Сысоев Волгоградская область | 6119 очков |

### Женщины
| Дисциплина | Золото                         | Золото    | Серебро                        | Серебро    | Бронза                               | Бронза    |
| ---------- | ------------------------------ | --------- | ------------------------------ | ---------- | ------------------------------------ | --------- |
| Пятиборье  | Анна Богданова Санкт-Петербург | 4762 очка | Ольга Курбан Иркутская область | 4617 очков | Марина Гончарова Кемеровская область | 4522 очка |

## Состав сборной России для участия в чемпионате мира
По итогам чемпионата и с учётом выполнения необходимых нормативов, в состав сборной для участия в чемпионате мира в помещении в испанской Валенсии вошли:
Мужчины
60 м: Андрей Епишин.

400 м: Максим Дылдин, Денис Алексеев.

Эстафета 4х400 м: Максим Дылдин, Денис Алексеев, Владислав Фролов, Антон Кокорин, Иван Бузолин, Андрей Рудницкий, Юрий Борзаковский.

800 м: Дмитрий Богданов, Юрий Колдин.

1500 м: Сергей Иванов.

60 м с барьерами: Евгений Борисов, Игорь Перемота.

Прыжок в высоту: Ярослав Рыбаков, Андрей Терёшин.

Прыжок с шестом: Евгений Лукьяненко, Павел Герасимов.

Тройной прыжок: Данил Буркеня, Евгений Плотнир.

Толкание ядра: Павел Софьин.

Семиборье: Александр Погорелов, Михаил Логвиненко.
Женщины
60 м: Евгения Полякова, Светлана Набокина.

400 м: Олеся Зыкина, Наталья Назарова.

Эстафета 4х400 м: Олеся Зыкина, Наталья Назарова, Юлия Гущина, Татьяна Левина, Татьяна Фирова, Олеся Форшева.

800 м: Наталья Игнатова, Мария Савинова.

1500 м: Елена Соболева, Юлия Фоменко.

3000 м: Елена Сидорченкова, Ольга Комягина.

60 м с барьерами: Александра Антонова, Юлия Кондакова.

Прыжок в высоту: Елена Слесаренко, Екатерина Савченко.

Прыжок с шестом: Елена Исинбаева — имела освобождение от отбора, Светлана Феофанова.

Прыжок в длину: Ирина Симагина, Ольга Кучеренко.

Тройной прыжок: Анна Пятых, Олеся Буфалова.

Толкание ядра: Анна Омарова, Анна Авдеева.

Пятиборье: Татьяна Чернова — имела освобождение от отбора, Анна Богданова.